# Madaglymbus mathaei
Madaglymbus mathaei är en skalbaggsart som först beskrevs av Wewalka 1982.  Madaglymbus mathaei ingår i släktet Madaglymbus och familjen dykare. Inga underarter finns listade i Catalogue of Life.